# 神舟十七号
神舟十七号（简称神十七）是中国飞往天宫空间站的太空飞行，于2023年10月26日发射，2024年4月30日返回。神舟十七号是中国“神舟”系列飞船的第十七次飞行任务和中国载人航天工程的第三十次飞行任务、第十二次载人飞行任务。神舟十七号飞行乘组由汤洪波、唐胜杰、江新林3名航天员组成。
作为空间站应用与发展阶段的第二次任务，神舟十七号主要负责开展空间科学与应用载荷在轨实（试）验，实施航天员出舱活动及载荷出舱，进行舱外载荷安装及空间站维护维修等工作，同时，持续评估空间站组合体功能性能，获取积累空间站运行的宝贵数据和经验，考核地面支持中心执行空间站运行管理任务的协调性、匹配性，进一步提升空间站运行效率和故障处置能力。
神舟十七号载人飞船与神舟十六号一样，是第二批次6艘神舟飞船之一。神舟十七号以187天的长度创造了神舟飞船任务最长在轨时间纪录。神舟十七号乘组是当时平均年龄最小的航天员乘组。完成本次任务后，汤洪波创造了中国航天员累计在轨时长的新纪录。

## 背景
神舟十七號在上一次任務神舟十六號返回前發射升空，以便在天宫空间站完成交接。按照神舟飛船前往天宫空间站任務的標準，這次任務計畫持續約六個月，并在神舟十八号飛船乘員抵達後返航。
神舟十七號的乘組人員组成遵循“一老带二新”的范式，但与之前大部分神舟任务中由第一批航天员担任指令长带队不同，神舟十七号开创了由第二批航天员带队，即“一位第二批航天员+两位第三批航天员”的新模式（并在后续神舟任务中沿用），由第二批航天员汤洪波（指令长）和第三批航天员唐胜杰、江新林組成。其中汤洪波曾执行神舟十二号任务，是首位再度造访天宫空间站的航天员，他也凭借此次任务刷新了中国航天员两次飞行任务的最短间隔。神舟十七号乘组是当时平均年龄最小的航天员乘组。乘组三人均为航天驾驶员。
在准备期间，神舟十七号乘组的原定出舱任务为转移天和舱的太阳翼至梦天舱和问天舱，后改为天和核心舱太阳翼修复试验。

## 任务时间轴
- 2022年，神舟十七号飞船与神舟十八号并行开展地面研制工作[4]。
- 2022年6月，神舟十七号飞行乘组选定。[5]
- 2022年底，神舟十七号飞船与神舟十八号一同进行总装测试工作[6]。
- 2023年5月30日，长征二号F遥十六火箭发射，长征二号F遥十七火箭完成准备工作，进入应急救援值班状态；神舟十七号载人飞船完成准备，具备快速发射和应急救援能力。
- 2023年10月19日上午，神舟十七号飞船与长征二号F遥十七火箭组合体由垂直总装厂房转运至921发射工位[7]。
- 2023年10月22日，发射场区组织各单位展开全系统合练。此次合练，酒泉卫星发射中心测发系统全部岗位参加，在发射场系统的统一调度下，塔架、火箭、飞船等分系统进行系统功能检查，神舟十七号三名航天员按流程进入飞船返回舱，开始人、船、箭、地联合检查测试[8]。
- 2023年10月24日，神舟十七号载人飞船发射任务组织全区合练。发射任务各系统已经完成了相关功能检查，并做好发射前的各项准备工作。早上8时30分许，在北京航天飞行控制中心的统一调度下，酒泉卫星发射中心、西安卫星测控中心以及任务各测控站、船实施联调联控，全面模拟发射准备、发射以及飞行过程中的各种技术状态和工作过程。神舟十七号三名航天员抵达发射场后，在航天员公寓开展了适当的体育活动、心理放松和调适，学习了飞行文件和发射预案，进行了各项操作的复训，圆满完成了发射场区全系统演练任务，已从身体、心理、技术上为飞行做好充分准备[9]。
- 2023年10月25日上午9时，中国载人航天工程办公室在酒泉卫星发射中心召开神舟十七号载人飞行任务新闻发布会介绍任务基本情况，经空间站应用与发展阶段飞行任务总指挥部研究决定，神舟十七号瞄准北京时间10月26日11时14分发射，神舟十七号飞行乘组由汤洪波、唐胜杰、江新林3名航天员组成，由汤洪波担任指令长。乘组包括1名第二批航天员和2名第三批航天员，是空间站建造任务启动以来，平均年龄最小的航天员乘组[10]。
- 2023年10月26日11时14分，搭载神舟十七号载人飞船的长征二号F遥十七运载火箭在酒泉卫星发射中心点火发射，约10分钟后，神舟十七号载人飞船与火箭成功分离，进入预定轨道，航天员乘组状态良好，发射取得圆满成功。本次发射任务代号为“TGZR6/SZ-17”。
- 2023年10月26日17时46分，神舟十七号采用自主快速交会对接模式成功对接于天和核心舱節點舱前向对接口。19时34分，神舟十七号乘组打开神舟飞船轨道舱前舱门，仍留守天宫空间站的神舟十六号航天员乘组打开天和核心舱舱门，两个航天员乘组第三次实现“太空会师”。
- 2023年10月29日，神舟十七号乘组与神舟十六号乘组在天宫空间站内进行交接仪式，两个乘组移交了空间站的钥匙。
- 2023年12月21日下午，神舟十七号航天员进行空间站首次出舱活动，由汤洪波、唐胜杰执行舱外任务，江新林留守舱内配合操作指挥。[11]
- 2024年1月19日09时00分，神舟十七号乘组进入天舟七号货运飞船。
- 2024年3月2日上午，神舟十七号航天员进行空间站第二次出舱活动，由汤洪波、江新林执行舱外任务，唐胜杰留守舱内配合操作指挥。[12]
- 2024年4月30日08时43分，神舟十七号载人飞船与空间站组合体分离。[13]17时46分，神舟十七号载人飞船返回舱在东风着陆场着陆，返回舱落地时呈水平状态。[14]18时37分，神舟十七号航天员汤洪波、唐胜杰、江新林出舱[15]。
- 2024年5月1日，神舟十七号的航天员乘组乘坐中国人民解放军空军专机B-4020抵达北京西郊机场，3名航天员随即进入医学隔离期。

#### 神十七舱外活动列表
| 航天任务         | 航天员                      | 开始时间             | 结束时间             | 时间长度    | 工作内容                                                                                           |
| ---------------- | --------------------------- | -------------------- | -------------------- | ----------- | -------------------------------------------------------------------------------------------------- |
| 神舟十七号 第1次 | 汤洪波, 第2次 唐胜杰, 第1次 | 2023年12月21日 14:10 | 2023年12月21日 21:35 | 7小时25分钟 | 在空间站机械臂和地面科研人员的配合支持下，完成了天和核心舱太阳翼修复试验等既定任务。               |
| 神舟十七号 第2次 | 汤洪波, 第3次 江新林, 第1次 | 2024年3月2日 05:40   | 2024年3月2日 13:32   | 7小时52分钟 | 完成了天和核心舱太阳翼维修工作，评估分析太阳翼发电性能状态，对空间站舱体状态进行了巡检等既定任务。 |

## 航天员
| 姓名   | 年龄 | 航天员类型（职责）   | 飞行次数 | 飞行时间        | 轨道数 |
| ------ | ---- | -------------------- | -------- | --------------- | ------ |
| 汤洪波 | 48岁 | 航天驾驶员（指令长） | 1        | 92天4小时又11分 |        |
| 唐胜杰 | 33岁 | 航天驾驶员           | 无       | 无              | 无     |
| 江新林 | 35岁 | 航天驾驶员           | 无       | 无              | 无     |

## 任务标识
神舟十七号任务标识在2023年2月15日至3月6日征集，3月8日至3月15日对10个候选方案开展网络投票，3月21日选定方案。神舟十七号任务标识是中国载人航天工程首批面向全社会公开征集的任务标识之一，是首个由高校学生执笔设计并被选用的投稿作品，设计者为四川美术学院研究生谭昊瑜。
神舟十七号任务标识采用居中均衡的构图方式，表现此次飞行任务中神舟十七号对接空间站的前向端口；将神舟飞船喷射的尾焰与数字“十七”相结合，整个画面展现出向上勃发的视觉冲击力，寓意着中国载人航天事业蓬勃发展的态势。